# Преступность в Техасе
Данная статья описывает состояние преступности в штате Техас.

## Статистика
В 2017 году в Техасе было зарегистрировано 842 055 преступлений (без учёта изнасилований, определение которых было изменено ФБР), в том числе 1412 убийств.
| Год  | Численность Населения | Насильственные преступления | Насильственные преступления | Насильственные преступления | Насильственные преступления              | Насильственные преступления | Имущественные преступления | Имущественные преступления  | Имущественные преступления | Имущественные преступления |
| Год  | Численность Населения | Убийства                    | Изнасилования               | Ограбления                  | Нападение при отягчающих обстоятельствах | Всего                       | Кража со взломом           | Воровство инструменты Кража | Кража автомобиля           | Всего                      |
| ---- | --------------------- | --------------------------- | --------------------------- | --------------------------- | ---------------------------------------- | --------------------------- | -------------------------- | --------------------------- | -------------------------- | -------------------------- |
| 1970 | 11 196 730            | 1299                        | 2329                        | 15 280                      | 21 989                                   | 40 897                      | 129 866                    | 251 091                     | 45 394                     | 426 351                    |
| 1980 | 14 229 191            | 2392                        | 6700                        | 29 547                      | 39 339                                   | 77 978                      | 262 600                    | 450 792                     | 79 088                     | 870 458                    |
| 1990 | 16 986 510            | 2388                        | 8749                        | 44 319                      | 73 889                                   | 129 345                     | 314 507                    | 731 080                     | 154 407                    | 1 199 994                  |
| 2000 | 20 851 820            | 1263                        | 7851                        | 30 230                      | 74 288                                   | 113 632                     | 189 012                    | 636 942                     | 93 111                     | 919 065                    |
| 2010 | 25 145 561            | 1248                        | 7626                        | 32 865                      | 71 561                                   | 113 300                     | 229 269                    | 654 483                     | 68 219                     | 951 971                    |

## Полиция
В 2008 году на территории Техаса располагалось 1913 полицейских участка. В общей сложности в этих учреждениях было занято 96 116 сотрудников, из них 59 219 были приведены к офицерской присяге и наделены полномочиями ареста. Таким образом в 2008 году в Техасе было 244 полицейских на 100 000 жителей.

## Смертная казнь в Техасе
Техас является одним из 36 штатов, в которых применяется смертная казнь, более того, Техас лидирует по числу смертельных приговоров, приведённых в исполнение с 1976 года.